# 蒙茲公園 (亞利桑那州)
蒙茲公園（英語：Munds Park）是位於美國亞利桑那州可可尼諾縣的一個人口普查指定地區。根據2010年美國人口普查，該地人口為631人，而該地的面積約為57.72平方千米。

## 地理
蒙茲公園的座標為34°56′41″N 111°38′15″W / 34.94472°N 111.63750°W，而該地最高點為海拔高度2009米（即6590英尺）。